# Суспільно небезпечне діяння
Суспільно небезпечне діяння — юридично значиме діяння, яке контролюється свідомістю людини (вольове діяння) і яке заборонене законом.
Діяння означає «дія» і «бездіяльність».
Дія — це активна поведінка людини, її активний вчинок. Дія людини пов'язана з фізичним рухом її тіла. Суспільно небезпечна дія людини може бути одноразовою (наприклад, удар кулаком в обличчя з метою спричинити фізичний біль). Дія може бути і багаторазовою (наприклад, завдавання багатьох ударів, вони визначаються терміном «побої», не лише з метою спричинити біль, а й для знущання з людини).
Бездіяльність — це пасивна поведінка людини, яка виражається у формі невчинення дії (дій), яку вона зобов'язана була і могла вчинити, або невідвернення небезпеки, яку особа зобов'язана була і мала можливість відвернути.
Кримінальна відповідальність за злочинну бездіяльність настає за наявності двох критеріїв у їх сукупності:
1. наявність обов'язку особи діяти певним чином;
2. наявності в особи можливості виконати такий обов'язок, тобто вчинити необхідні дії.

Суспільно небезпечне діяння слід відрізняти від суспільно шкідливого (адміністративне правопорушення).
Суспільно небезпечне діяння необов'язково є винним (наприклад, якщо воно вчинене особою, що страждає на психічні розлади).